# Marco Jakobs
Marco Jakobs (Unna, 30 mei 1974) is een Duits voormalig bobsleeremmer. Jakobs eindigde tijdens de Olympische Winterspelen 1998 samen met Dirk Wiese op de elfde plaats. Jakobs nam tijdens deze plaats in de viermansbob van Christoph Langen en won de gouden medaille. In 2001 werd Jakobs samen met Langen wereldkampioen in de tweemansbob.

## Resultaten
- Olympische Winterspelen 1998 in Nagano 11e in de tweemansbob
- Olympische Winterspelen 1998 in Nagano  in de viermansbob
- Wereldkampioenschappen bobsleeën 2001 in Sankt Moritz  in de tweemansbob

1924: Scherrer / Neveu / A.Schläppi / H.Schläppi ·
1928: Fiske / Tucker / Mason / Gray / Parke ·
1932: Fiske / Eagan / Gray / O'Brien ·
1936: Musy / Gartmann / Bouvier / Beerli ·
1948: Tyler / Martin / Rimkus / D'Amico ·
1952: Ostler / Kuhn / Nieberl / Kemser ·
1956: Kapus / Diener / Alt / Angst ·
1964: V.Emery / Kirby / Anakin / J.Emery ·
1968: Monti / De Paolis / Zandonella / Armano ·
1972: Wicki / Leutenegger / Camichel / Hubacher ·
1976: Nehmer / Babock / Germeshausen / Lehmann ·
1980: Nehmer / Musiol / Germeshausen / Gerhardt ·
1984: Hoppe / Wetzig / Schauerhammer / Kirchner ·
1988: Fasser / Meier / Fässler / Stocker ·
1992: Appelt / Schroll / Winkler / Haidacher ·
1994: Czudaj / Brannasch / Hampel / Szelig ·
1998: Langen / Zimmermann / Jakobs / Hampel ·
2002: Lange / Kühn / Kuske / Embach ·
2006: Lange / Hoppe / Kuske / Putze ·
2010: Holcomb / Mesler / Tomasevicz / Olsen ·
2014: Melbārdis / Dreiškens / Vilkaste / Strenga  ·
2018: Friedrich / Bauer / Grothkopp / Margis   ·
2022: Friedrich / Margis / Bauer / Schüller
- Gemeinsame Normdatei: 142848050
- World Athletics: 14192671
- Virtual International Authority File: 160468409
- WorldCat: E39PBJtxmHPkpXtxq3CQr3W7HC